# Monumento Kreuzberg
El monumento Kreuzberg (en alemán: Nationaldenkmal auf dem Kreuzberg) está situado en la ciudad alemana de Berlín, y fue erigido en memoria de los que lucharon contra la invasión napoleónica.
El tema fundamental es la exaltación del patriotismo. Construido en 1821 por el arquitecto alemán Karl Friedrich Schinkel en estilo neogótico.

## Historia
En 1821 Karl Friedrich Schinkel erigíó en la colina llamada “Tempelhofer Berg” o “Runder Weinberg” un monumento nacional para conmemorar las batallas de la guerra de independencia. A los pies del monumento nace una cascada de 24 metros de altura, situada en el eje de Großbeerenstraß, es una réplica en miniatura de la Wodospad Podgórnej, que ahora pertenece a Polonia.
El monumento se incluyó en los planes de la Alemania nazi para la reconstrucción de Berlín, pero solo se materializaron los preparativos. El arquitecto Ernst Sagebiel orientó su edificio del aeropuerto de Tempelhof hacia el monumento de modo que el frente de la sala central en la explanada del aeropuerto y un borde de la planta octagonal del monumento fuesen paralelos.
En 1944, los bombardeos británicos dejaron una estela de devastación que conducía desde una cuadra al norte por la Großbeerenstraße, sobre la cascada hasta el monumento, destruyendo el borde sur de la estructura de zócalo octogonal. También fueron destruidas las villas al noreste del monumento.